# Galeria AT

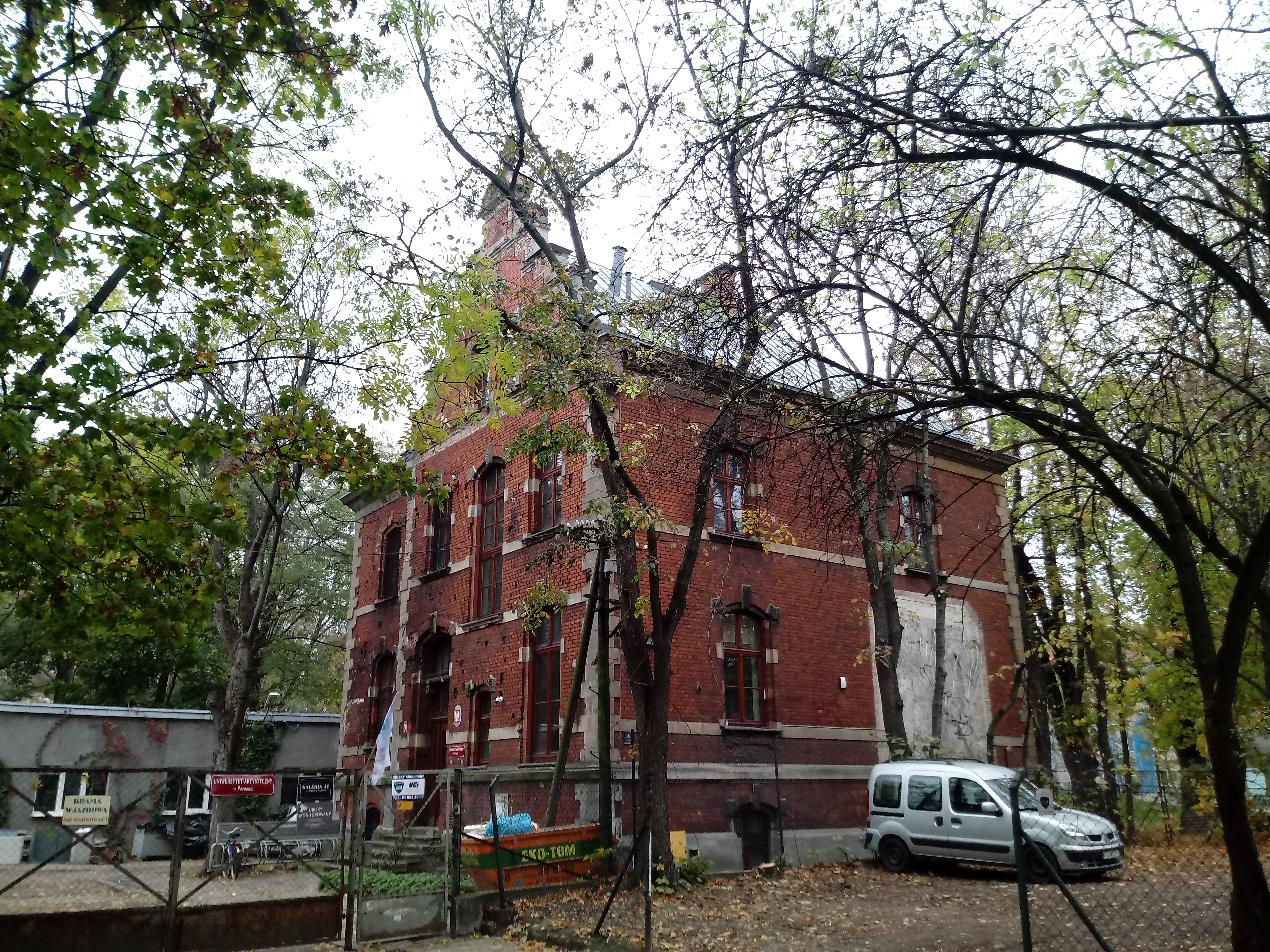
Siedziba (2019)

Galeria AT – galeria sztuki współczesnej działająca w Poznaniu na terenie i pod patronatem Uniwersytetu Artystycznego w Poznaniu. Prezentuje takie dziedziny sztuki jak instalacja, sztuka wideo, performance, poezja wizualna, sztuka dźwięku, fotografia, książka artystyczna. Dyrektorem jest Tomasz Wilmański.
Galeria AT powstała w 1982 roku z inicjatywy artysty plastyka Tomasza Wilmańskiego.
Dotychczas w galerii wystawiało swoje prace ponad 110 artystów na ponad 200 pokazach: z Polski, Niemiec, Norwegii, Danii, Szkocji, Austrii, Estonii, Białorusi, Holandii, USA, Anglii. Byli to m.in.: Renate Anger, Emmett Williams, Ann Noel, Jaap Blonk, Eberhard Bosslet, BKH Gutmann, Udo Idelberger, Kurt Jahannessen, Kōji Kamoji, Jerzy Kałucki, Artur Klinau, Inge Mahn, Sef Peeters, Ralf Samens, Otmar Sattel, Dan Senn, Bente Stakke, Michael Winkler.
Galeria AT organizuje także wystawy zbiorowe w innych galeriach w Polsce i za granicą, artystów szczególnie związanych z galerią m.in.: w Poznaniu, Lublinie, Szczecinie, Zielonej Górze, Wrocławiu (Galeria Awangarda BWA), Tallinnie, Krakowie (Bunkier Sztuki), Gdańsku, Warszawie (CSW Zamek Ujazdowski), Berlinie. Posiada bogate archiwum z dokumentacją twórczości artystów związanych z Galerią oraz własną stronę internetową, na której na bieżąco zamieszcza informacje o swojej działalności. Od 1990 roku Galeria AT organizuje wystawy prezentujące prace związane z książką artystyczną i poezją konkretną oraz wizualną pod hasłem Książka i co dalej.